# Флорентије Сардски
Флорентије Сардски је био епископ граа Сарда и хришћански богослов из 5. века.
Био је учесник Халкидонског сабора, где се истакао дајући импровизоване преводе латинског текста за своје колеге који говоре грчки и у моментиу узавреле расправе позвао је на одлагање Сабора. Био је и један од 22 учесника који су формирали пододбор сабора, да испита и формулише изјаву за Васељенски сабор. У списку епископа на сабору нашао се на једанаестом месту од 305 епископа, између Петра Коринтског и Евномија Никомидијског.
Примио је писмо од Теодорита Кирског, којим га је подстицао да се супротстави јереси и подржи оне који су прогоњени.